# Baláta-tó
A Baláta-tó és a körülötte elterülő Baláta-tó természetvédelmi terület és erdőrezervátum Somogy vármegye egyik kiemelkedő természeti értéke. A lefolyástalan, elláposodott tavat élővilágának megőrzése érdekében már 1942-ben védetté nyilvánították, így ez lett a megye első természetvédelmi területe, 2008-ban pedig a környéket felvették az erdőrezervátumok sorába is. A terület nemzetközi egyezmények hatálya alá tartozó kijelölései: a Szentai erdő kiemelt jelentőségű különleges természetmegőrzési terület, Belső-Somogy különleges madárvédelmi terület.

## Elhelyezkedés, megközelítés
A tó Somogy vármegye nyugati részén, Kaszó, Somogycsicsó és Szenta között terül el. A Kaszó és Szenta között közlekedő kisvasút egyik megállója a tó közelében található, innen rövid gyalogúton érhető el a tó közelében felépült kilátó (madármegfigyelő torony).

### Látogathatóság
Az erdőrezervátum védőzónájának az a része, ami nem szigorúan védett, szabadon látogatható, kivéve március 1. és július 31. között azok a területek, ahol fokozottan védett madár fészkel. A szigorúan védett részek a kisvasút megállója és a madármegfigyelő torony közötti sétaút kivételével nem látogathatók, csak a természetvédelmi hatóság engedélyével, de gépjárművel behajtani még ilyen engedély birtokában is tilos.
2014. május 27-én adták át a tó kutatójáról, az 1950-es években az ősláp gerinces élővilágáról doktori disszertációt is író dr. Marián Miklósról elnevezett, mintegy 540 méter összhosszúságú stégrendszert, amelyen járva a látogató az eddig lehetségesnél közelebbről is megismerheti a tavat.

## A tó és környéke
A Baláta-tó keletkezésének magyarázata, hogy a területen jelen levő agyagborítású, pleisztocén kori eredetű homokbuckák mélyedései nem engedik elszivárogni a vizet, így az összegyűlik. Ma a tó lefolyástalan, de a múltban feltételezések szerint volt lefolyása. A csapadék és a párolgás mennyisége erősen befolyásolja a vízszintet, így a tó területe is gyorsan tud változni. A nyílt vízfelület általában kicsi, a legnagyobb rész zsombékos, nádas. A legbelső lápterületet azonban még a legnagyobb aszály idején is nehéz megközelíteni, csak keskeny, kanyargós vadcsapásokon lehet, ahol a magas nád miatt nehéz a tájékozódás. Idős kaszóiak mesélték, hogy egyszer az 1930-as években, egy száraz időszakban, egy kéményseprő rövidebb utat keresvén nekivágott a tónak, de többé nem került elő.

### Története
A tónak és környékének első írásos említése 1295-ből származik, ekkor Balátafőnek nevezték és Balatafew alakban írták. Ekkor a magyar királyné tulajdonában állt, a 19. században a Festeticseké, majd közel 3 évtizeden át, egészen 1945-ig Hohenlohe Oehringen Keresztély hercegé. Az ő idejében a hatalmas erdészetet csak vadászatra használták, utakat nem is alakítottak ki, csak nyiladékokat a vadászat számára. 1945-től 1950-ig szovjet kezelésben állt a terület, majd a Magyar Állami Erdészeté lett, később pedig a Kaszó Erdőgazdasági Rt-hez került. Védelmét már 1929 óta tervezték, de csak 1942-ben hoztak róla rendeletet, a gyakorlatban pedig csak 1954-ben valósult meg.
Régebben csónakáztak is a tavon, illetve Hohenlohe herceg idejében pallósort is építettek a tóba kacsavadászat céljára, sőt, az 1930-as években még a lecsapolás gondolata is felvetődött, hogy tátrai (javorinai) birtokairól a herceg bölényeket telepíthessen az erdőbe. Mivel a számítások kimutatták, hogy lecsapolás esetén a környék kútjai is elvesztették volna vizüket, az ötletet elvetették. Veszélyt jelentett még az élővilágra, amikor az 1970-es években a megfigyelő torony előtti sásréten csemetekert létrehozását tervezték: ez amiatt hiúsult meg, hogy a szeszélyes vízjárás tönkretette a fákat.

## Élővilág

### Növényvilág
A tó környékét többféle növénytársulás jellemzi. Előfordulnak a lebegőhínár-vegetáció úszó lápszigetei, a zsombékos, gyékényes ingólápok, a tőzegmohás fűz-ingólápok, a tőzegmohás égerlápok és a genyőtés cseres-tölgyesek egyaránt. Egyik különlegessége a csalános égerláp. Az égerfák lápi viszonyoknak megfelelően fejlődött gyökérzete a talaj fölött szétágazik, jelezve az egy-egy időszakban mérhető legmagasabb vízszintet. Érdekességek még a keskenylevelű gyékényből és vízi harmatkásából kialakult úszó szigetek is. Ezek úgy jönnek létre, hogy a vízinövények sűrű, összefonódó gyökereire por és lomb hull, amin már megtelepszenek egyéb növények is.
Fajai közül a legjelentősebb ritkaság a rovaremésztő növény, az aldrovanda, de fontos értéket képvisel a szíveslevelű hídőr, a tőzegeper, a vidrafű, a tőzegmoha, a kárpáti sáfrány, a tóalma és az újabban megjelent fehér tündérrózsa.

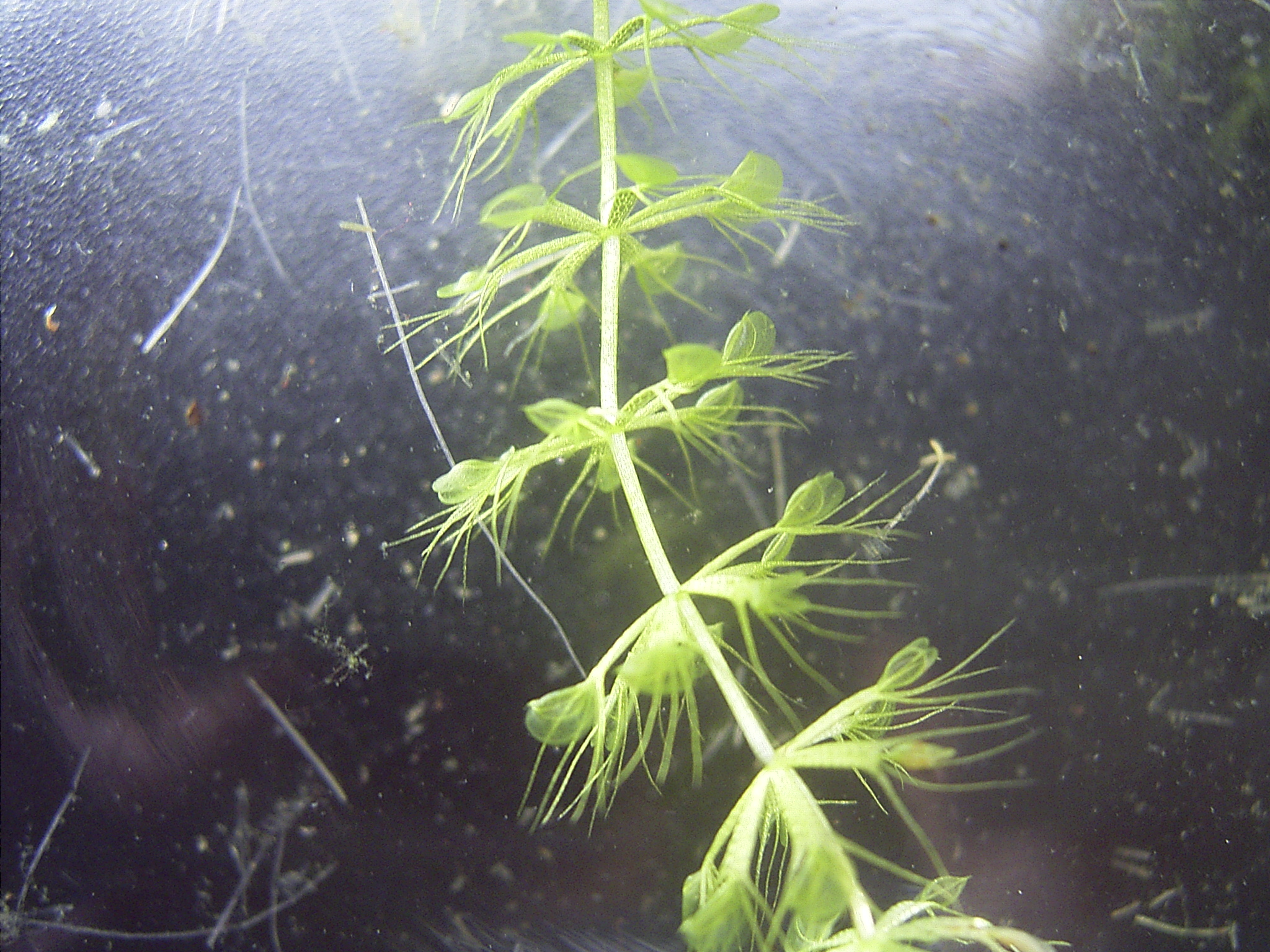
Aldrovanda
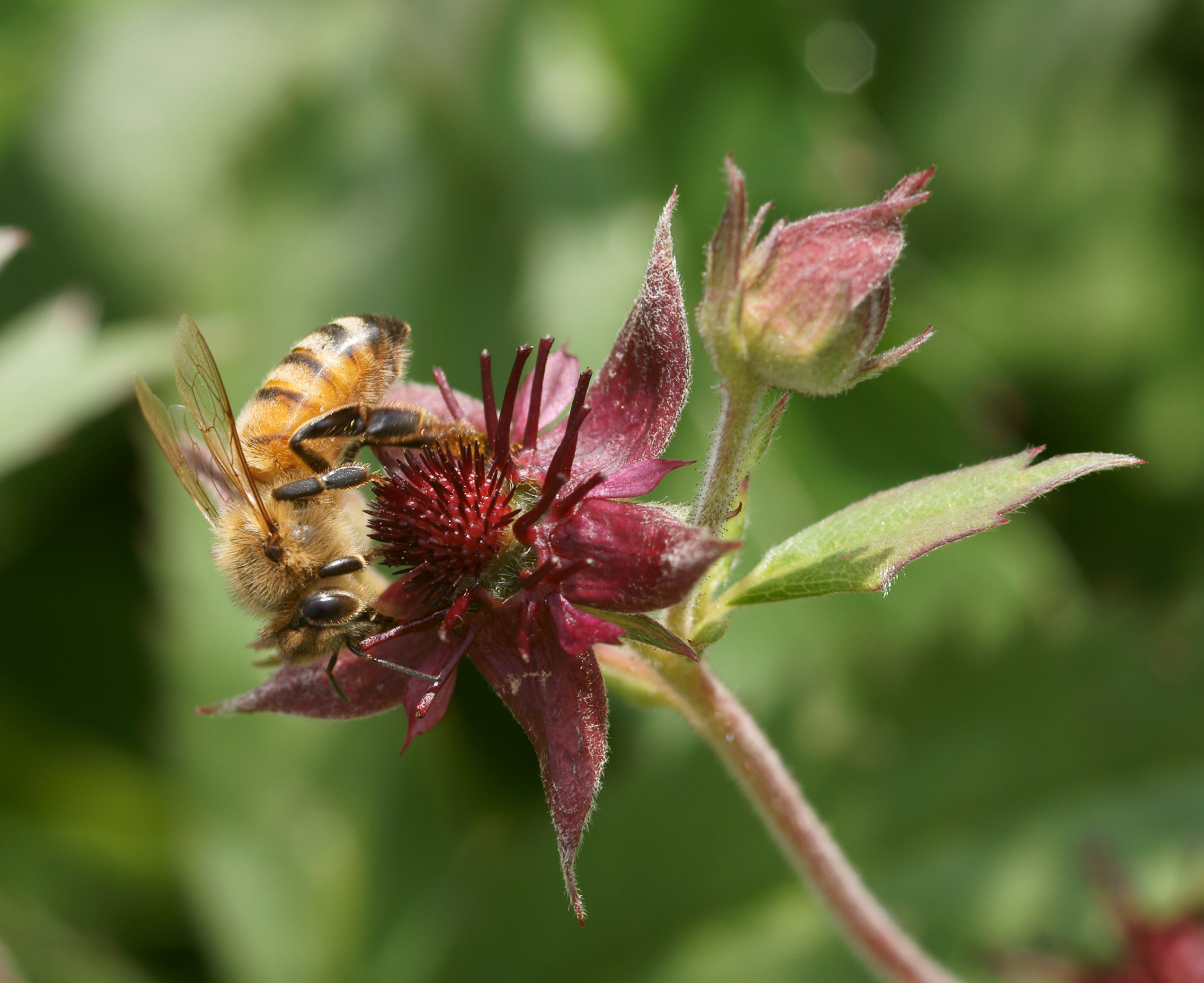
Tőzegeper
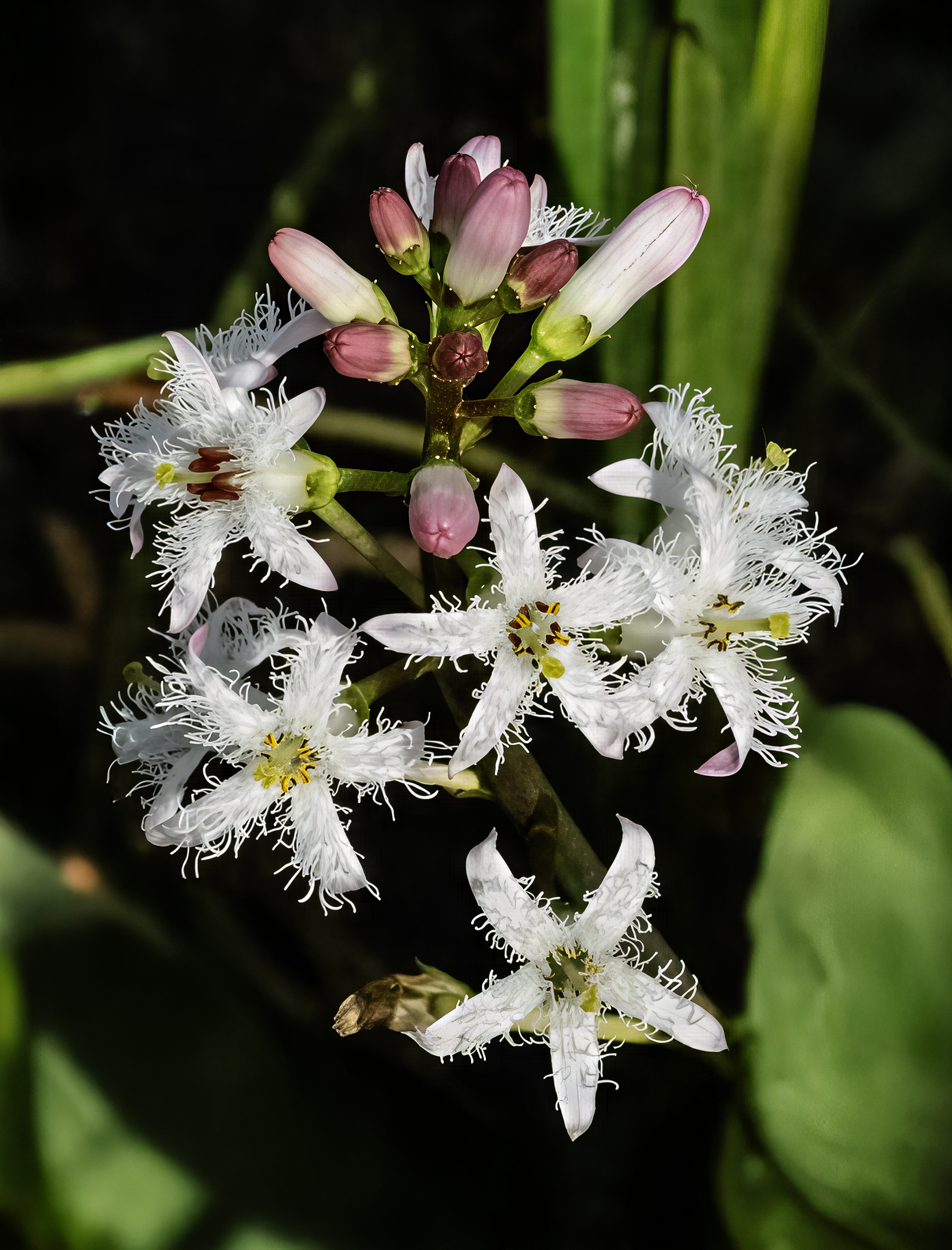
Vidrafű
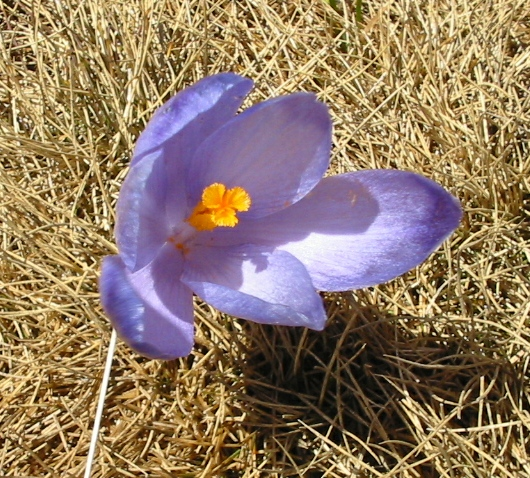
Kárpáti sáfrány

### Állatvilág
A terület legértékesebb állatfajai a keresztes vipera (a fekete változat is), a csalitjáró pocok, a mocsári teknős és a vidra, valamint fészkel itt fekete gólya, cigányréce, rétisas és barna rétihéja is. A partvidékeken megél a vízityúk, a pettyes vízicsibe, a jégmadár, a szürke gém, valamint szárcsák, vöcskök és kacsák is. Halfaunája szegényes, de sokféle kétéltű megtalálható a tóban, így például számos békafaj mellett a pettyes gőte is.

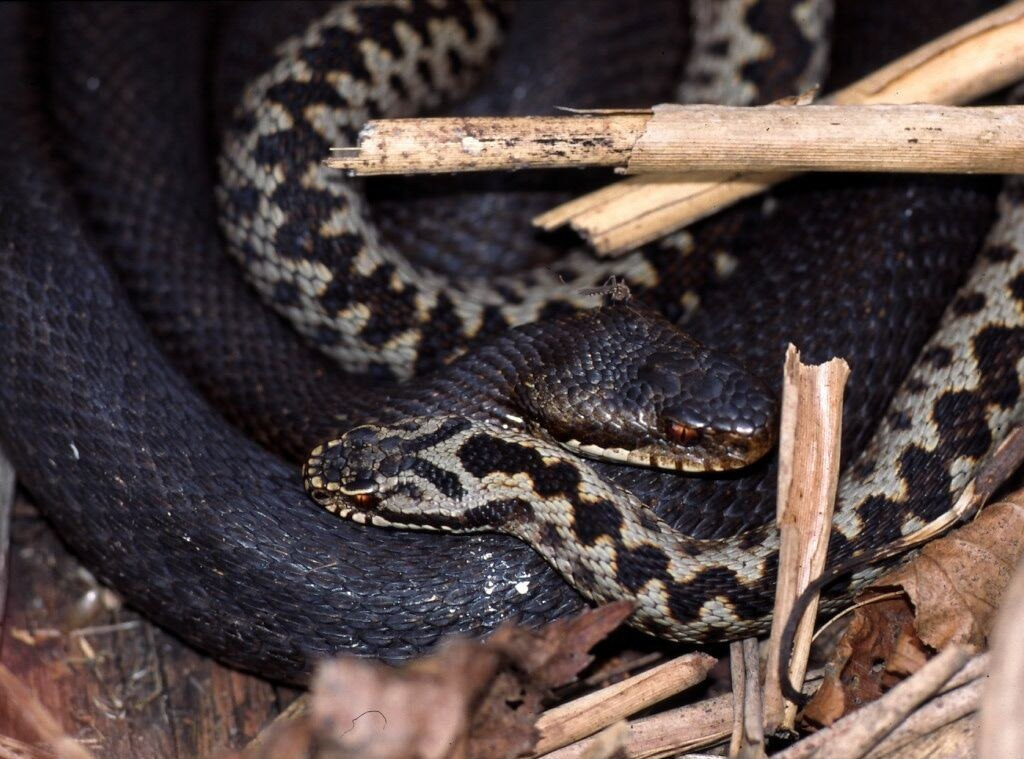
Két keresztes vipera, az egyik fekete
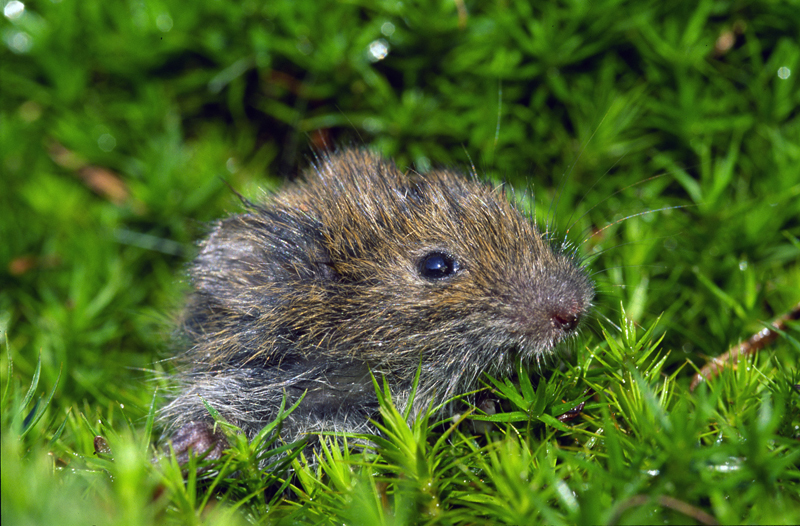
Csalitjáró pocok
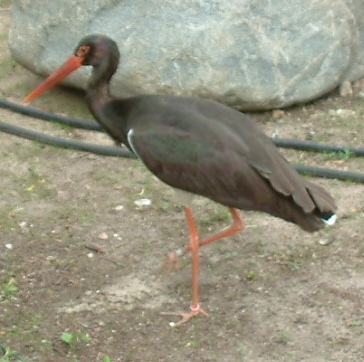
Fekete gólya
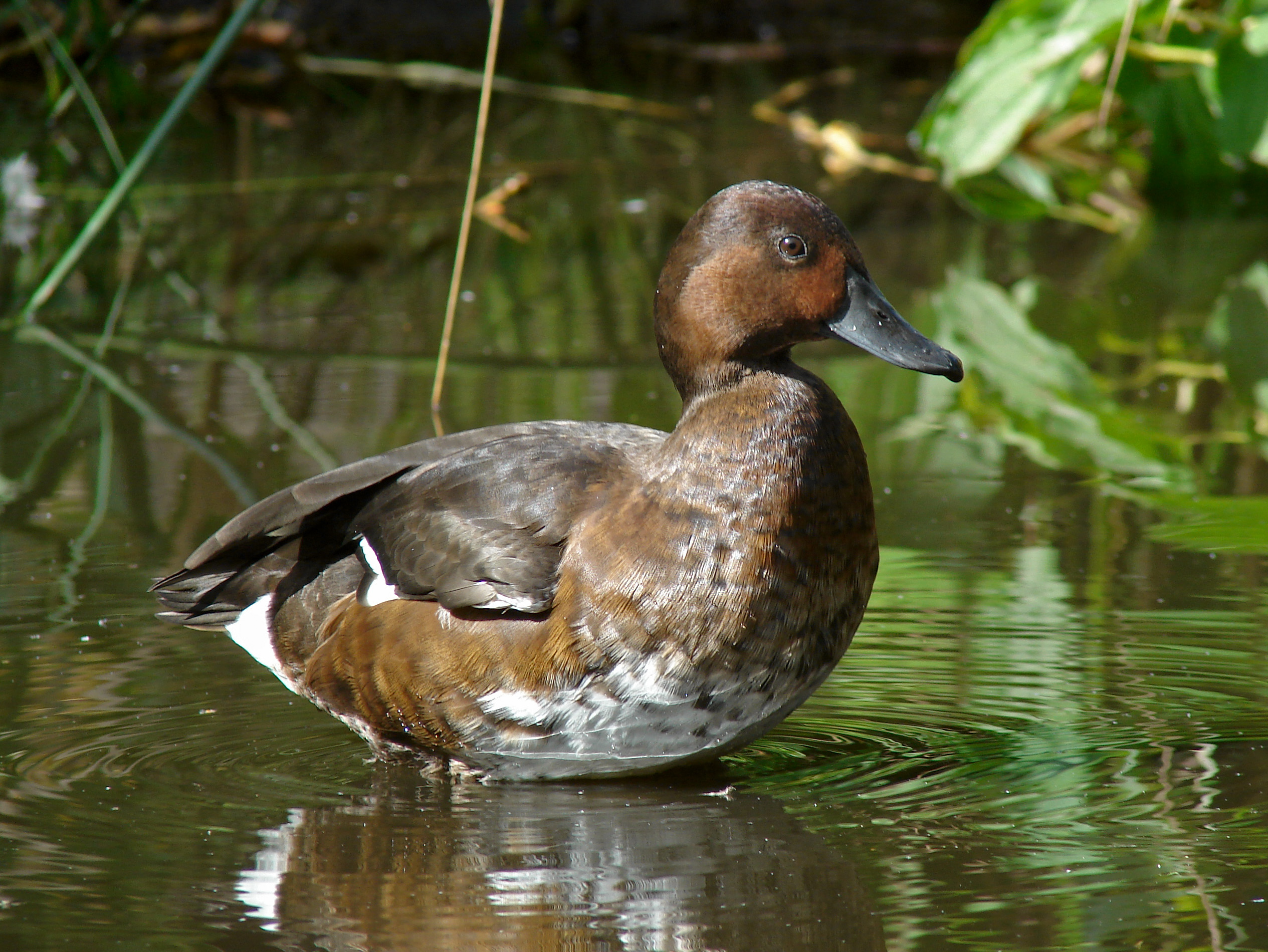
Cigányréce

## Képek

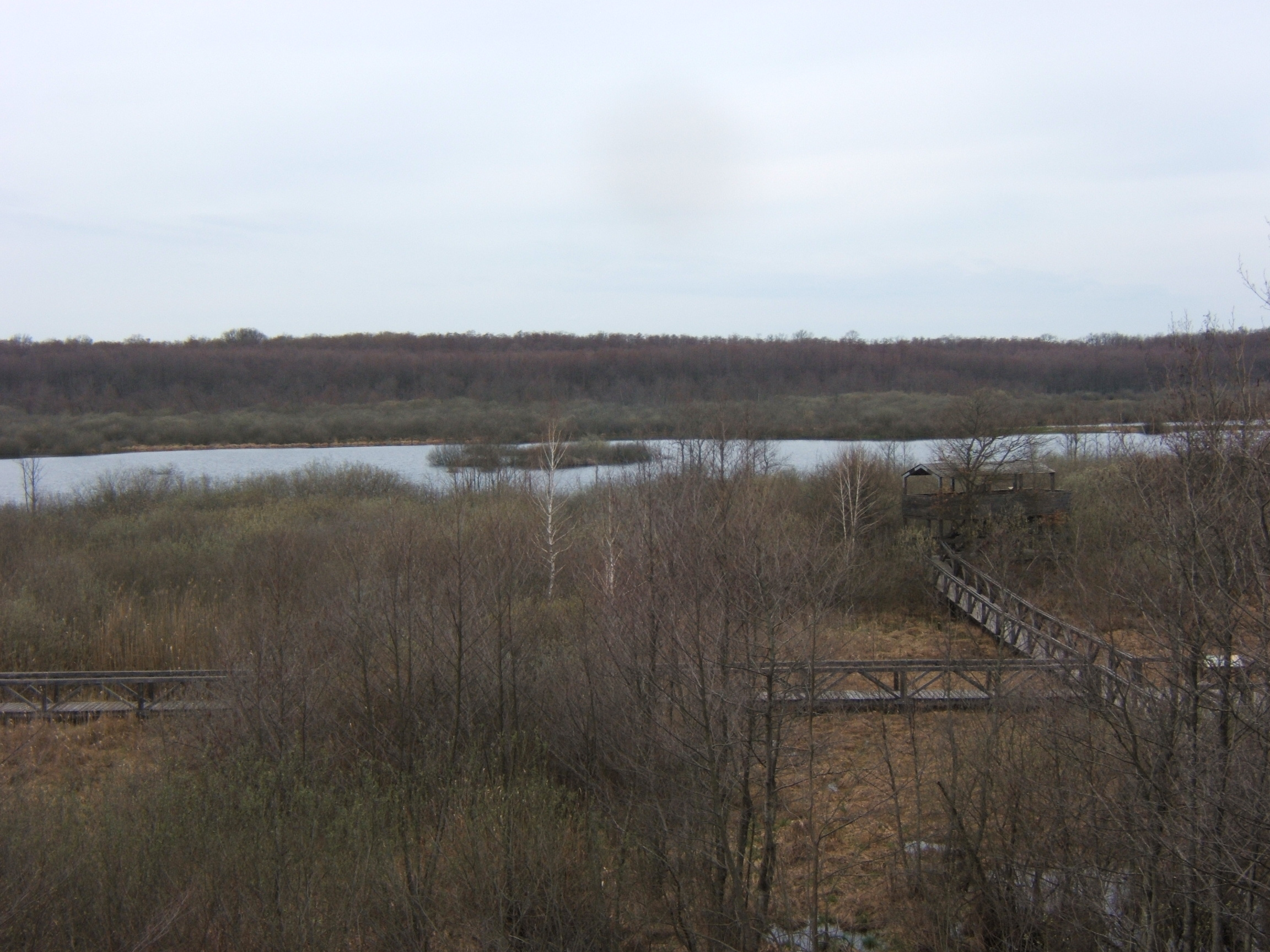
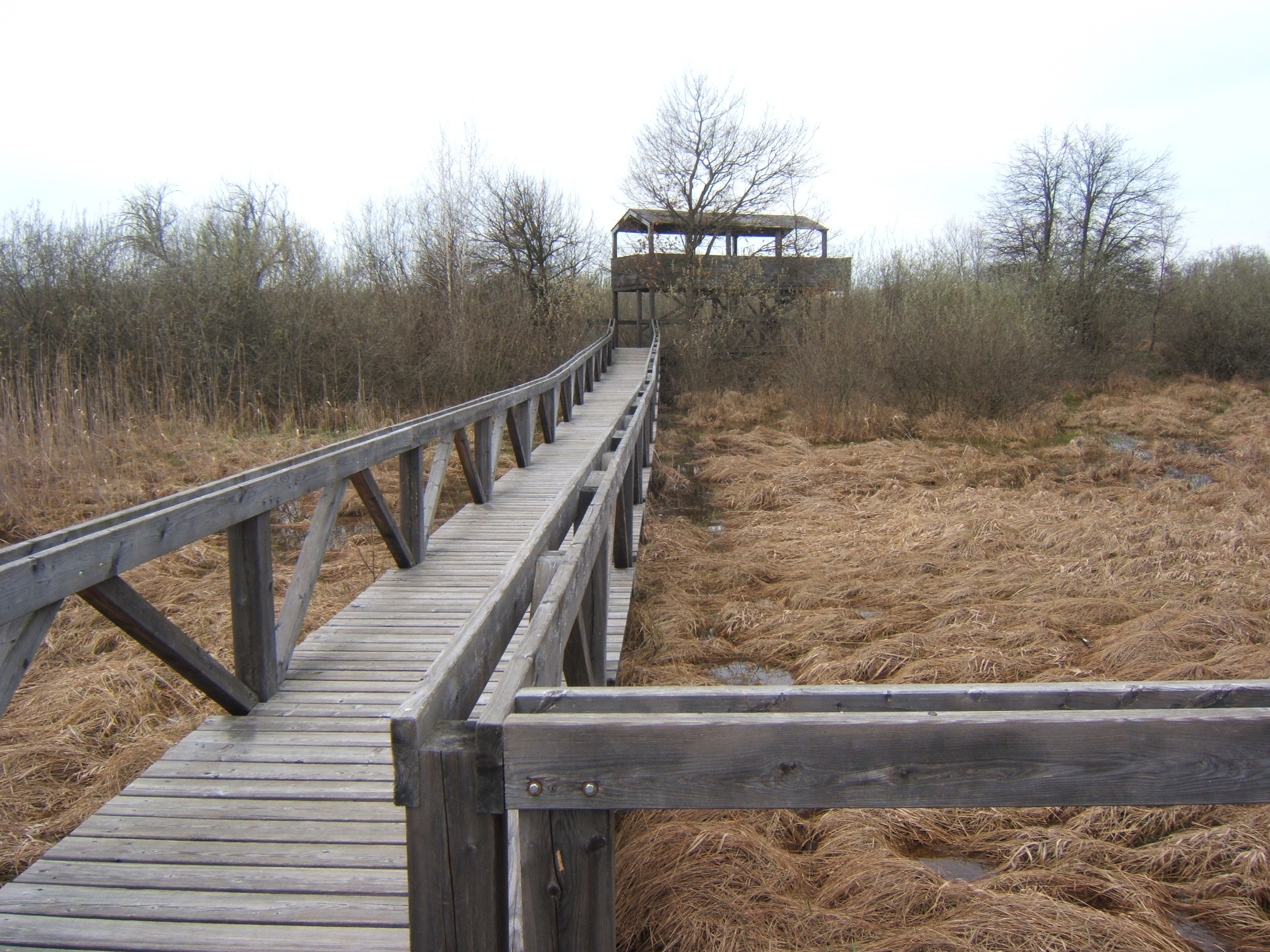
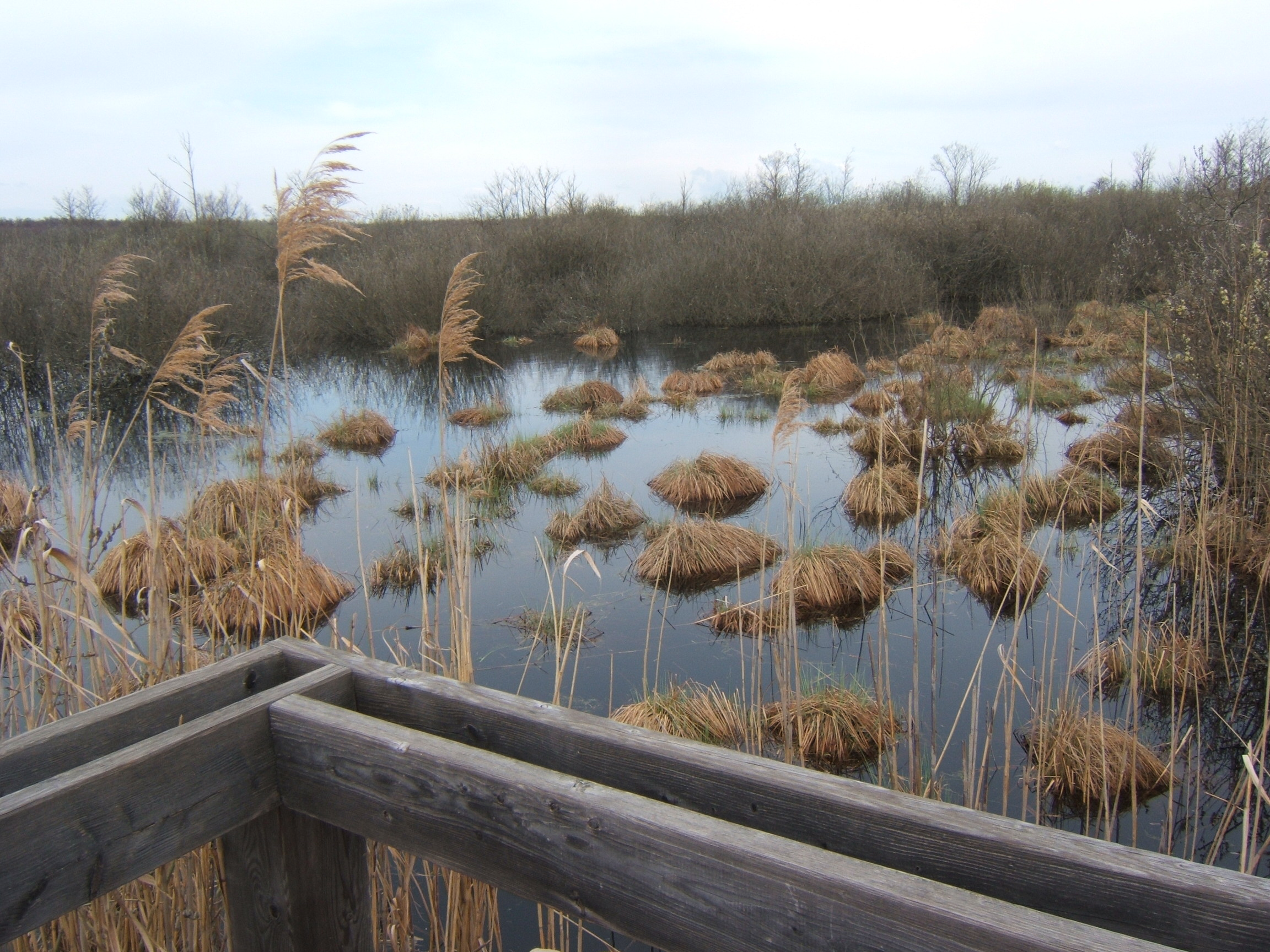
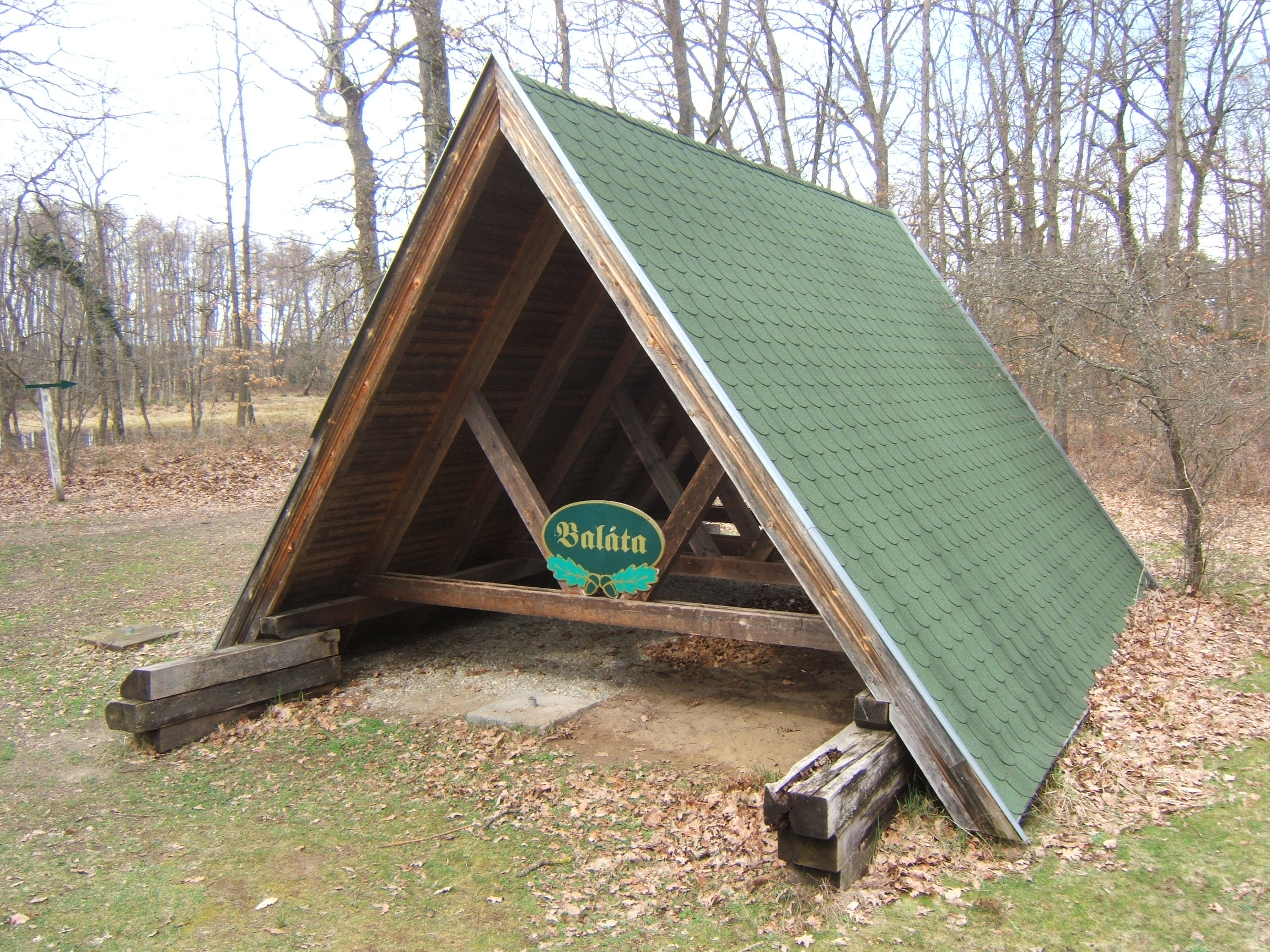